# Triptofan
Triptofan (skrajšano Trp ali W) je nepolarna in aromatska aminokislina s formulo C11H12N2O2. Sodi med esencialne aminokisline, torej je človek ne more sam sintetizirati, zato jo lahko dobimo samo s prehrano. Je tudi proteinogena aminokislina, ki jo kodira le en kodon, UGG.
Triptofan je prekurzor za nevrotransmitorja serotonin in melatonin.

## Zgodovina
Prvi je triptofan izoliral in opisal Frederick Hopkins leta 1901. Iz 600 g kazeina je po hidrolizi pridobil 4-8 g triptofana.

## Biosinteza
Mikroorganizmi in rastline so sposobni sami sintetizirati triptofan, medtem ko ga živali dobijo s prehrano, običajno v obliki proteinov. Običajni poti sinteze sta iz šikimske ali iz antranilne kisline. V zadnjem koraku sinteze encim triptofan sintaza katalizira reakcijo med indolom in serinom.